# Antalis vulgaris
Antalis vulgaris is een Scaphopodasoort uit de familie van de Dentaliidae. De wetenschappelijke naam van de soort is voor het eerst geldig gepubliceerd in 1778 door Da Costa.